# Terra Nova (Star Trek)
A Terra Nova (latin: új föld), más néven Eta Cassiopeia III egy M osztályú (emberek által lakható) bolygó a Star Trek-univerzumban. A Star Trek: Enterprise sorozatban fordul elő először.
A Terra Nova az emberiség első, idegen naprendszerben alapított bolygója; 2076-ban alapította a USS Conestoga legénysége. A bolygón egy meteorbecsapódás miatt túl magas volt a radioaktív sugárzás szintje, így az összes felnőtt ember meghalt és csak a gyerekek maradtak életben, akik leköltöztek a sugárzás ellen részben menedéket nyújtó barlangba. Az évek során teljesen megváltoztak és már szinte őskori szinten éltek.
Az Enterprise (NX-01) érkezésével fellángolt az ellentét a novaiakban a földiek ellen. Mivel az egész népesség sugárbetegséget kapott, Archer kapitány át akarta költöztetni őket egy másik bolygóra, de a novaiak nem fogadtak el semmilyen segítséget, mert azt hitték, hogy a földiek mérgezték meg őket. Végül megenyhültek és nem kellett új bolygóra költözniük, csak egy másik barlangba.